# Fritz Witt
Fritz Witt (ur. 24 maja 1908 w Hohenlimburgu, zm. 14 czerwca 1944 w Venoix) – SS-Brigadeführer i generał major Waffen-SS.
W 1934 roku jako SS-Obersturmführer dowodził 3 Kompanią 1 Dywizji SS-Standarte „Deutschland”. Na tym stanowisku brał udział w kampanii wrześniowej, za co otrzymał Krzyż Żelazny I i II klasy. Brał udział w zdobywaniu Holandii i Francji.
Następnie m.in. oficer 1 Dywizji Pancernej SS „Leibstandarte Adolf Hitler”, a następnie dowódca 12 Dywizji Pancernej SS „Hitlerjugend”. Zginął w polowej kwaterze w Normandii w czerwcu 1944, podczas ostrzału sztabu swojej dywizji przez brytyjskie okręty wojenne.